# Uder
Uder est une commune allemande située dans l'arrondissement d'Eichsfeld en Thuringe.

## Géographie

Situation d'Uder dans l'arrondissement

Uder est située dans le centre-ouest de l'arrondissement, sur la rive gauche de la Leine. La ville est le siège de la Communauté d'administration d'Uder et se trouve à 5 km au sud-ouest de Heilbad Heiligenstadt, le chef-lieu de l'arrondissement. 
Communes limitrophes (en commençant par le nord et dans le sens des aiguilles d'une montre) : Steinheuterode, Heilbad Heiligenstadt, Lutter, Wüstheuterode, Lenterode, Röhrig, Thalwenden, Birkenfelde et Burgwalde.

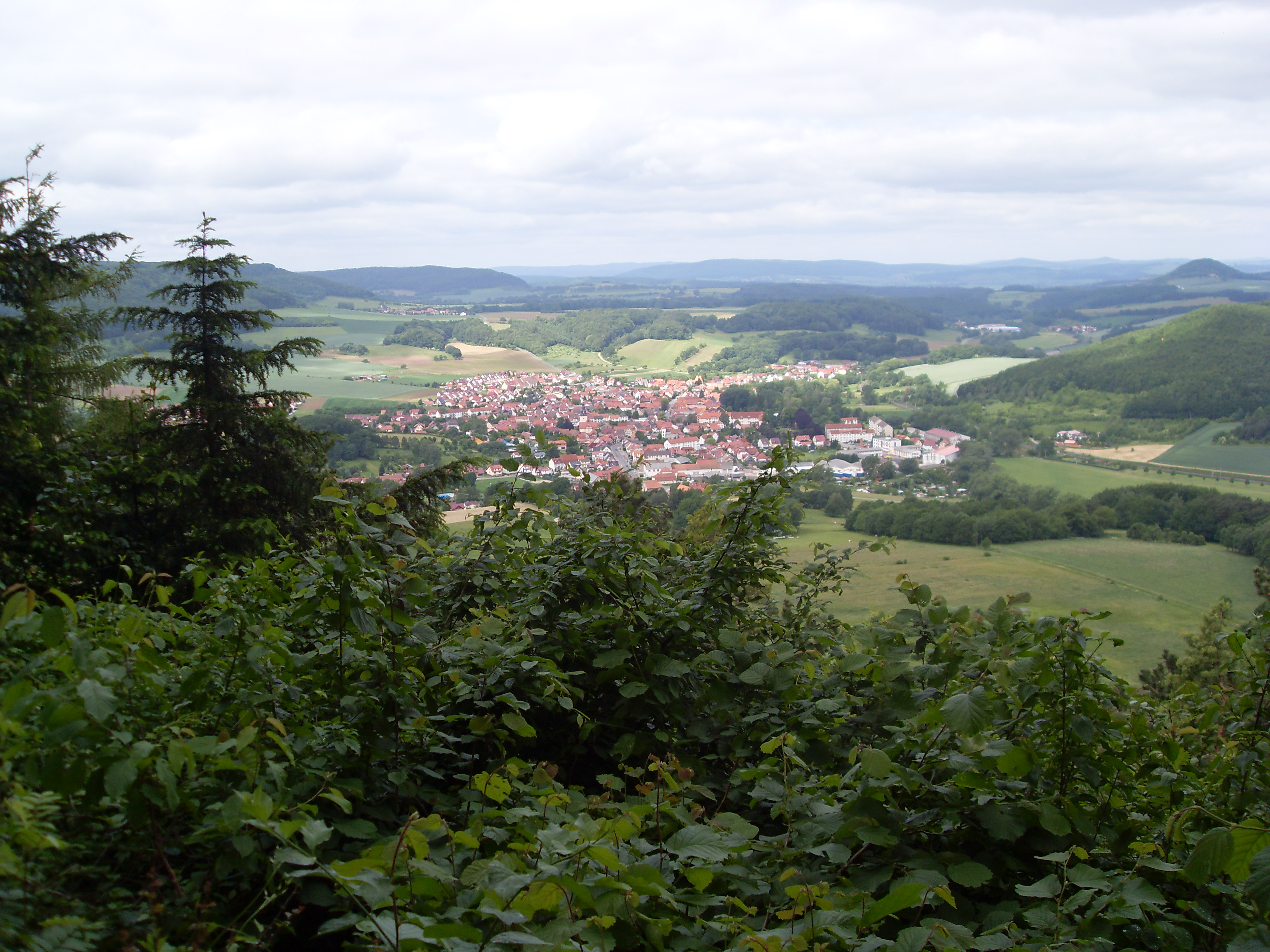
Vue générale d'Uder

## Histoire
La première mention écrite du village d'Uder date de 1089  sous le nom de Udra. Le hameau de Schönau apparaît en 1318 sous le nom de Schönawe.
Uder a  appartenu à l'Électorat de Mayence jusqu'en 1802 et à son incorporation à la province de Saxe dans le royaume de Prusse (arrondissement de Worbis). 
La commune fut incluse dans la zone d'occupation soviétique après la Seconde Guerre mondiale avant de rejoindre le district d'Erfurt en RDA jusqu'en 1990. 

## Démographie
| 1910  | 1933  | 1939  | 1995  | 2000  | 2005  | 2010  |
| ----- | ----- | ----- | ----- | ----- | ----- | ----- |
| 1 926 | 2 285 | 2 364 | 2 508 | 2 539 | 2 539 | 2 557 |